# Efferia neosimilis
Efferia neosimilis är en tvåvingeart som beskrevs av Forbes 1987. Efferia neosimilis ingår i släktet Efferia och familjen rovflugor.
Artens utbredningsområde är Arizona. Inga underarter finns listade i Catalogue of Life.